# Kuba (Insel)
Kuba ist mit einer Fläche von 104.555,61 km² die größte Insel der Großen Antillen sowie der Karibik überhaupt. Sie ist die Hauptinsel des Inselstaats Kuba und umfasst 94,6 Prozent von dessen Gesamtfläche. 0,1 Prozent werden von der Guantanamo Bay Naval Base eingenommen.